# Dyschirus montanus
Dyschirus montanus är en skalbaggsart som beskrevs av Leconte 1879. Dyschirus montanus ingår i släktet Dyschirus och familjen jordlöpare. Inga underarter finns listade i Catalogue of Life.